# Blommersia
Blommersia is een geslacht van kikkers uit de familie gouden kikkers (Mantellidae). De groep werd voor het eerst wetenschappelijk beschreven door Alain Dubois in 1992. Het geslacht is vernoemd naar de Nederlandse herpetologe Rose Marie Antoinette Blommers-Schlösser (1944).
Er zijn tien soorten inclusief enkele recentelijk beschreven soorten zoals vier kikkers die pas in 2010 werden beschreven en de soort Blommersia variabilis die pas sinds 2012 bekend is.
Alle soorten komen voor in Afrika en zijn endemisch in Madagaskar of omliggende eilanden zoals Mayotte.

## Taxonomie
Geslacht Blommersia
- Soort Blommersia angolafa
- Soort Blommersia blommersae
- Soort Blommersia dejongi
- Soort Blommersia domerguei
- Soort Blommersia galani
- Soort Blommersia grandisonae
- Soort Blommersia kely
- Soort Blommersia nataliae
- Soort Blommersia sarotra
- Soort Blommersia transmarina
- Soort Blommersia variabilis
- Soort Blommersia wittei